# The Case of Becky (film fra 1921)
The Case of Becky er en amerikansk stumfilm fra 1921 af Chester M. Franklin.

## Medvirkende
- Constance Binney som Dorothy Stone
- Glenn Hunter som John Arnold
- Frank McCormack som Dr. Emerson
- Montagu Love som Balzamo
- Margaret Seddon som Mrs. Emerson
- Jane Jennings som Mrs. Arnold